# Byar under fjäll
Byar under fjäll är en roman av Stina Aronson, utgiven 1937 på Natur & Kultur. Boken har aldrig återutgivits och finns således endast i originalupplaga.